# Kościół św. Joachima w Skawinkach
Kościół św. Joachima w Skawinkach – zabytkowy, drewniany rzymskokatolicki kościół, położony w województwie małopolskim, w powiecie wadowickim, w gminie Lanckorona, we wsi Skawinki.
Kościół został wpisany do rejestru zabytków nieruchomych województwa małopolskiego. Znajduje się na szlaku architektury drewnianej województwa małopolskiego .

## Historia
Do 1960 roku był kościołem parafialnym w Przytkowicach. Wybudowany w 1722 roku funkcjonował pw. św. Katarzyny i Świętej Trójcy. W latach 1957–1959 przeniesiono go na obecne miejsce i zmieniono wezwanie na św. Joachima. Podczas rozbiórki budynku przed przeniesieniem doszło do wielu nieprawidłowości skutkujących bezpowrotną utratą części pierwotnego wyposażenia .

## Architektura
Kościół drewniany, konstrukcji zrębowej, barokowy, postawiony na planie krzyża greckiego ze ściętymi kątami międzyramiennymi. Plan ten podobny jest do założenia Kościoła św. Kazimierza w Warszawie. Dzwonnica dwukondygnacyjna, konstrukcji słupowej, z iglicą nakryta gontem, została połączona w późniejszym czasie z korpusem kościoła. Dach wielopołaciowy kryty gontem z wysoką barokową sygnaturką z pozorną latarnią. We wnętrzu stropy płaskie podtrzymywane przez osiem słupów pomalowanych motywem kwiatowym.

## Wyposażenie
- Ołtarz główny – z dawnego kościoła – drewniany z początku XVIII wieku z obrazem Święta Rodzina[8] ;
  - nad ołtarzem promienista aureola[8] ;
  - rzeźby ustawione nad bramkami – w ołtarzu głównym – z drugiej połowy XX wieku;
- kamienna barokowa chrzcielnica z 1667 roku pochodzi dawnego wyposażenia[5], kociołek z datą 1667 zaginął[9] ;
  - pokrywa drewniana na chrzcielnicę z XX wieku.[9] ;
- belka tęczowa z Grupą Ukrzyżowania z XVI wieku[7];
  - Krucyfiks prawdopodobnie z początku XVI wieku[10] .